# Hsu Chia-yuan
Pour les articles homonymes, voir Hsu.
Hsu Chia-yuan ou Kyo Kagen (許家元) est un joueur de Go professionnel taïwanaiis né le 24 décembre 1997 qui joue au Japon dans les compétitions de la Nihon Ki-in. Il a remporté les tournois du Judan en 2021 et 2022 et le titre de Gosei en 2018. Il est actuellement 9e dan professionnel.

## Biographie et carrière
Hsu Chiayuan devint joueur professionnel en 2013, à seize ans. En 2018, il remporta le 43e Gosei en battant en finale Iyama Yuta (3-0). Il perdit son titre l'année suivante en perdant contre Hane Naoki (2-3).
En 2021, il remporta le 59e Judan en battant Shibano Toramaru (3-2). Il conserve son titre de Judan en 2022, en battant Yo Seiki (3-0).